# Azuré bétique
Polyommatus  golgus
Espèce
Statut de conservation UICN

 VU D2 : Vulnérable
Statut CITES
L’Azuré bétique, Polyommatus (Plebicula) golgus, est une espèce de lépidoptères (papillons) de la famille des Lycaenidae, de la sous-famille des Polyommatinae et du genre Polyommatus.
Cette espèce est l'une des quatre espèces de papillons méditerranéens endémiques de l'Espagne (Euchloe bazae, Polyommatus golgus, Polyommatus violetae et Plebejus zullichi) menacés de disparition et faisant l'objet d'un plan de restauration, sous l'égide de "Butterfly Conservation Europe" pour la survie à long terme de ces espèces.

## Dénominations
Polyommatus golgus (Hübner, 1813).
Synonyme : Papilio golgus Hübner, [1813].
Combinaison valide : Plebicula golgus.
Nom vernaculaire : l’Azuré bétique ou Argus turquoise se nomme en anglais Nevada Blue.

## Description
C'est un petit papillon qui présente un dimorphisme sexuel, le dessus du mâle est bleu, celui de la femelle est marron, orné d'une ligne submarginale de larges macules orange. Les deux ont leurs ailes bordées d'une frange blanche.
Leur revers est ocre clair orné d'une ligne submarginale de lunules blanches centrées d'un point noir plus ou moins marqué, discrètement surmontées d'orange, et d'une ligne de points noirs cerclés de blanc.

## Biologie
Les chenilles sont soignées par les fourmis, Tapinoma nigerrimum.
Il hiverne à l'état de jeune chenille.
Il vole en une génération de fin juin à fin juillet.

## Écologie et distribution
Distribution: Il est présent en Espagne dans la Sierra Nevada, provinces de Grenade et d'Almeria (Ibáñez & Gil-T., 2009), de 2 500 à 3 000 m.
Plante hôte : Anthyllis vulneraria pseudoarundana, une plante endémique de la Sierra Nevada, sud de l'Andalousie (S. Espagne).
Biotope : il réside dans les pentes sèches à végétation clairsemée.
Altitude de ses biotopes : 2 500–3 200 m.
Protection : l'Azuré bétique est inscrit sur la liste des insectes strictement protégés de l'annexe 2 de la Convention de Berne, sur la liste des insectes strictement protégés de l'annexe IV de la Directive Habitats du Conseil de l'Europe concernant la conservation des habitats naturels ainsi que de la faune et de la flore sauvages du 21 mai 1992.